# Chaplin som Skruebrækker
Chaplin som Skruebrækker er en amerikansk slapstick-stumfilm fra 1914 af Charlie Chaplin.

## Medvirkende
- Charles Chaplin som Pierre
- Chester Conklin som Jacques
- Fritz Schade som Monsieur La Vie
- Norma Nichols som La Vie
- Peggy Page

## Handling
I filmen arbejder Chaplin og Chester Conklin som tjenere på en restaurant. Chaplin er usædvanlig klodset og hans komiske ligegyldighed kunderne vrede. Arbejderne i restaurantens bageri går i strejke for højere løn, men den usympatiske chef fyrer arbejderne og ansætter i stedet Chaplin i bageriet. Chaplins manglende talent som bager ophidser chefen og kollegaen Chester Conklin. Samtidig har de fyrede arbejdere arrangeret at smugle en stang dynamit gemt i et brød ind i bageriet. Dynamitten eksploderer, og ved filmens slutning kommer Chaplins ansigt ud af en mængde klæg dej.